# Jihane Mrabet
Jihane Mrabet (* 14. Januar 1991) ist eine marokkanische Leichtathletin, die sich auf den Diskuswurf spezialisiert hat.

## Sportliche Laufbahn
Erste internationale Erfahrungen sammelte Jihane Mrabet im Jahr 2022, als sie bei den Islamic Solidarity Games in Konya im Diskusbewerb keinen gültigen Versuch zustande brachte. Im Jahr darauf gewann sie bei den Arabischen Meisterschaften in Marrakesch mit 47,54 m die Bronzemedaille hinter der Libyerin Salem Rijaj Essayah und Chaima Chouikh aus Tunesien. 2024 belegte sie bei den Afrikameisterschaften in Douala mit 48,38 m den siebten Platz.
In den Jahren von 2022 bis 2024 wurde Mrabet marokkanische Meisterin im Diskuswurf.